# Teresa Amy
Teresa Amy (15 de outubro de 1950, Montevidéu - 30 de janeiro de 2017) foi uma poetisa e tradutora uruguaia.

## Biografia
Na Universidade da República cursou estudos de linguística (Faculdade de Humanas) e estudos de tradução. Viveu em Praga (República Checa) durante um ano e ali frequentou a Universidade Carolina, onde estudou língua e gramática checa para estrangeiros.
Em 1995 publicou seu primeiro livro de poesia, titulado Corazón de roble. E nos anos seguintes publicou suas obras poéticas, Retratos del Merodeador y otros poemas, Cuaderno de las islas, Cortejo Mínimo, Jade y Brilla: 20 poemas para Marco, e suas poesias apareceram em várias antologias uruguaias e estrangeiras.
Como tradutora, fez as primeiras versões em espanhol do poeta checo Jan Skácel, e também traduziu obras de Miloš Crnjanski e Vlada Urošević. Preparou uma seleção de poetas macedônios "Sobre o fio que se chama tempo" e as antologias de poetas checos "Animais silenciosos" e "20 do XX". Em 2011 publicou seu livro de poesia Jade, o qual recebeu o Prêmio Anual de Literatura entregue pelo Ministério de Educação e Cultura. No ano de 2013 publicou seu livro "Um hóspede em casa, memórias de uma tradução", no qual analisa o trabalho de tradução.
Coordenou ciclos de leituras ao vivo em Montevidéu, como "Poesia corpo a corpo", no que se destacou o espaço "7 poetas capitais" com a participação, entre outras vozes, de Ideia Vilariño. Tomou parte de festivais internacionais de poesia como as Veladas poéticas de Struga (Macedonia, 2001), Saída ao Mar (Buenos Aires, Argentina, 2010), e o Encontro Iberoamericano Carlos Pellicer (Villahermosa, México, 2016)

## Valoração crítica
Segundo o crítico e poeta Alfredo Fressia, "o lugar original de Teresa Amy na poesia uruguaia atual é o da polifonia, a reunião das muitas vozes que podem caber na página escrita, incluindo a de uma tradição em diálogo com o Leste europeu, junto ao barroco do conceito, e a voz da erudição.". Agrega Fressia: "Resulta impossível, efetivamente, não admirar seu destreza com o idioma, as sábias interrupções do fluxo sintático, ou a capacidade de criar uma narração com uma sucessão de grupos nominais, como em seu poema Inventário mediterrâneo, uma economia de linguagem só comparável ao célebre Lhe message de Jacques Prévert."
Roberto Appratto, também tradutor, crítico e poeta, considera a escritura de Amy "concisa e intensa, atenta às variações de som de uma palavra em diferentes partes de um verso", revelando uma "fibra de poeta" que, a seu entender, "chegou a seu melhor momento em seus últimos livros (Cortejo mínimo, Jade, e Brilha)."

## Obra
- "Coração de roble: (poesia. Vintén Editor. 1995)
- Retratos do Merodeador e outros poemas (poesia. Vintén Editor. 1999)
- A mais longa das noites (tradução em colaboração com Alfredo Infanzón da obra do poeta checo Jan Skácel. Editorial Ácrono, México. 2002)
- Lamento por Belgrado (tradução em colaboração com Lazar Manojlovic da obra do poeta sérvio Miloš Crnjanski. Editorial Ácrono, México. 2003)
- Caderno das ilhas (poesia. Edições do Olhador. 2003)
- Cortejo Mínimo (obra poética que ademais contém uma tradução da faz "Salão da lua" do escritor macedonio Vlada Urošević. Artefato, 2005)
- Cinquenta poetas uruguaios do meio século (1955-2005) (selecção de poetas uruguaios, com prólogo e notas de Gerardo Ciancio. Arquivo Geral da Nação, Centro de Difusão do Livro, Montevideo. 2005)
- Jade (poesia. Yagurú. 2011)
- Um hóspede em casa, memórias de uma tradução (Yagurú. 2013)
- Brilha: 20 poemas para Marco (poesia. Yagurú. 2014)
- 20 do XX: poetas checos (selecção e tradução de vinte poetas checos. A Outra e Universidade Autónoma de Novo León. Monterrey, 2017)